# Burg Gaugrehweiler
Die Burg Gaugrehweiler ist eine abgegangene, nicht mehr auffindbare Burg in der Ortsgemeinde Gaugrehweiler im Donnersbergkreis in Rheinland-Pfalz.
Bauliche Reste der Burg haben sich nicht erhalten. Die ehemalige Burganlage ist auch nicht mehr lokalisierbar, möglicherweise befand sie sich an der Stelle, an der das spätbarocke, zwischen 1749 und 1756 errichtete Schloss stand (Hauptstraße 26, Neustraße 1 und 9). Als Besitzer werden die Pfalzgrafen von Zweibrücken - Veldenz genannt, Pfalzgraf Ludwig I. der Schwarze übergab am 27. März 1456 die Burg an den pfalzgräflichen Büttel Dietrich. Dies ist die einzige bekannte Erwähnung der Burg in Gaugrehweiler.